# ФК Черногорец (Ноевци)
ФК Черногорец (Ноевци) е футболен клуб от село Ноевци, област Перник. 

## История
ФК "Черногорец" е създаден през 1946 г. Отборът се е състезавал винаги в А ОГ, като никога не е изпадал в Б ОГ. Печелил е първо място през 1971 г. Участвал е редовно в купата на съветската армия. От 2001 г. до 2005 г. участва само детски отбор. Именно тези момчета са в основата клуба да спечели през периода 2014 – 2021 г. няколко пъти своята група, да стане двукратен шампион на ОФГ Перник и да загуби два финала след рулетката на дузпи. 
Клубът издига кандидатурата на Любослав Пенев за президент на БФС през 2018 г. 
Също издига кандидатурата на Димитър Бербатов. Един от най-смелите отбори и яростен противник на ръководството на БФС. 

## Стадион
Стадион "Черногорец" има една трибуна. Теренът се напоява посредством хидрофорна помпа. Има тракторна косачка. Съблекалните отговарят на всички изисквания, като има студена и топла вода. Съдиите имат стая с отделен вход. Женска и мъжка тоалетна. Сградата на стадиона е изцяло реновирана през 2010 г. Условията за игра са много добри и е със свободен достъп за ползване.

## Настоящ състав
Александър Манчев, Александър Стоилов, Илко Митушев 
Радослав Михайлов, Валентин Велинов, Валери Евтимов - капитан 

Даниел Йорданов 

Денис Нацков 

Павел Тодоров  

Марио Михайлов 

Верчо Виденов - администратор 

Милчо Милчев 

Захари Крумов 

Виктор Викторов 

Тодор Станков

Тони Димитров, Станислав Стойнев- играещ президент Милослав Петров 

Иван Американов- технически отговорник, Георги Мирчев 

Олег Алексиев 

Виктор Викторов 

Ивайло Михайлов 

Калоян Владимиров 

Крум Марков 

Димитър Милков 

## Сезони
| Сезон   | Група                         | Място     |
| ------- | ----------------------------- | --------- |
| 2008/09 | ОФГ Перник - север            | 3         |
| 2009/10 | ОФГ Перник - север            | 4         |
| 2010/11 | ОФГ Перник - север            | 2*        |
| 2012/13 | ОФГ Перник - запад            | 2         |
| 2013/14 | ОФГ Перник - подгрупа А1      | 1         |
| 2014/15 | ОФГ Перник - подгрупа А1      | 3         |
| 2015/16 | ОФГ Перник - подгрупа А1      | 2         |
| 2016/17 | ОФГ Перник - подгрупа А1      | 2         |
| 2017/18 | ОФГ Перник - подгрупа А2      | 1         |
| 2018/19 | ОФГ Перник - подгрупа А2      | 1         |
| 2019/20 | ОФГ Перник - западна подгрупа | 6**       |
| 2020/21 | ОФГ Перник - западна подгрупа | 1         |
| 2021/22 | ОФГ Перник - западна подгрупа | Изключени |

(*) Информацията е до 10ти кръг. 

(**) Сезонът не завършва.

## Купа на България
| Сезон   | Турнир           | Кръг                             | Отбор                 | Резултат |
| ------- | ---------------- | -------------------------------- | --------------------- | -------- |
| 1976/77 | Купа на България | Първи предварителен кръг         | Партизанин (Първомай) | 5:1      |
| 1976/77 | Купа на България | Втори предварителен кръг         | Миньор (Бобов дол)    | 2:3      |
| 2018/19 | Купа на България | Югозападна България - Първи кръг | Ком 98 (Годеч)        | 1:3      |
| 2018/19 | Купа на България | Югозападна България - 1/2 финали | Вихрен (Сандански)    | 0:5      |
| 2019/20 | Купа на България | Област Перник - финал            | Миньор (Перник)       | 14:0     |
| 2020/21 | Купа на България | Югозападна България - финали     | Надежда (Доброславци) | 0:2      |

## Купа на АФЛ
| Сезон   | Турнир      | Етап                             | Отбор             | Резултат |
| ------- | ----------- | -------------------------------- | ----------------- | -------- |
| 2021/22 | Купа на АФЛ | Югозападна България - Втори етап | Витоша (Бистрица) | 0:6      |